# 堀田正功
堀田 正功（ほった まさこと）は、江戸時代中期から後期にかけての下総国佐倉藩の世嗣。官位は従五位下・相模守。

## 略歴
2代藩主・堀田正順の長男として誕生。
寛政9年（1797年）に徳川家斉に初御目見・叙任する。しかし、家督相続前の享和2年（1802年）に早世した。代わって、叔父・正時が嫡子となった。
法名は松籟院天阿熊岳邃音。

## 系譜
- 父：堀田正順（1745-1805）
- 母：不詳
- 正室：戸田氏教娘
- 側室：豊瀬 - 大島氏
  - 長男：堀田正愛（1799-1825）
- 生母不明の子女
  - 女子：多鶴姫 - 堀田正時養女、内田正容正室